# 刘良凯
刘良凯（1949年—），湖南澧县人，中国人民解放军中将。
1998年，担任桂林陆军学院政委、党委书记。1999年，任中国人民解放军驻香港部队政治部主任。2001年，任中国人民解放军驻澳门部队政委。2004年，改任解放军驻香港部队政委。2005年，改任广西省军区政委。2007年，再任驻香港部队政委。2010年，升任广州军区副政委。
2008年授予中将军衔。2012年退役。